# Вардар
Варда́р (мак. Вардар), також Аксіос (грец. Αξιός) — найдовша річка в Північній Македонії і одна з основних річок Греції. Загальна довжина становить 388 км, з яких 301 км річка протікає територією Македонії, площа басейну — приблизно 24,5 тис. км²

## Загальна характеристика

### Географія
Витоки Вардару лежать біля села Вруток, за кілька кілометрів південно-західніше від Гостивару. Починаючись у котловині Полог, Вардар протікає Гостивар і збирає воду з приток Лакавіца, Маздрача та Пена. Далі через Дервентську ущелину входить у Скопську котловину, протікає через Скоп'є, де в нього впадають річки Лепенець, Треска, Маркова річка та Пчиня.
Через Таорську ущелину, в яку впадає Кадина річка, виходить у Велеську котловину та протікає через Велес, біля якого у Вардар впадають Тополка та Бабуна. Після цього через Велеську ущелину річка виходить на Тиквеську рівнину, де в неї впадають дві найбільші притоки — Црна (ліва) та Брегалниця (права).
Через Деміркапійську ущелину та Гевгелійсько-Валандовську котловину біля міста Гевгелія Вардар перетинає грецький кордон, після якого через Циганську ущелину виходить на Салонікську рівнину та впадає в затоку Термаїкос Егейського моря.
Живлення переважно за рахунок атмосферних опадів. Найбільші паводки в осінньо-зимовий період, а також навесні; з липня по вересень маловодна.
Річкова долина надала своє ім'я вітру Вардаріс, який приносить холодне повітря до Салонік. Це відбувається, коли атмосферний тиск над східною Європою вищий, ніж над Егейським морем, часто взимку. Подібно до французького містралю.

### Економічне значення
Долина Вардару має важливе значення для Македонії як з погляду економіки, так і транспортного сполучення та військово-стратегічного аспектів. Сільськогосподарський сектор є найбільшим споживачем водних ресурсів. Забір води з Вардару здійснюється для зрошення (63 %), використання в прудових рибгоспах (11 %), водопостачання населенню (12 %), забезпечення муніципальних та промислових потреб (15 %). На території Македонії нараховується близько 120 великих та малих гребель, а також декілька ГЕС невеликої потужності.
Долиною річки проходить автомагістраль «Олександр Македонський» (E75), яка є частиною європейського транспортного коридору № 10 та пов'язує Македонію з Сербією та Грецією. Вздовж верхньої течії Вардару проходить автошлях Скоп'є — Тетово — Гостивар, який є частиною європейського транспортного коридору № 8 та з'єднує Македонію з Болгарією та Албанією. Також долиною річки прокладено залізничні лінії Скоп'є — Салоніки та Скоп'є — Кічево.

## Етимологія
За найпоширенішою версією назва річки походить від Bardários, яке через фракійську мову від праіндоєвропейського *(s)wordo-wori — означає «чорна вода».
Інші гіпотези пов'язують назву «Вардар» зі схожими назвами річок у Центральній Азії, зокрема Сирдар'ї та Амудар'ї, а також менших Чебдар, Шахдара та Кудара. Слово даря іранського походження та означає річка, море або океан.

## Міста на Вардарі
- Гостивар
- Скоп'є
- Велес
- Гевгелія
- Полікастро
- Аксиополіс

## Галерея

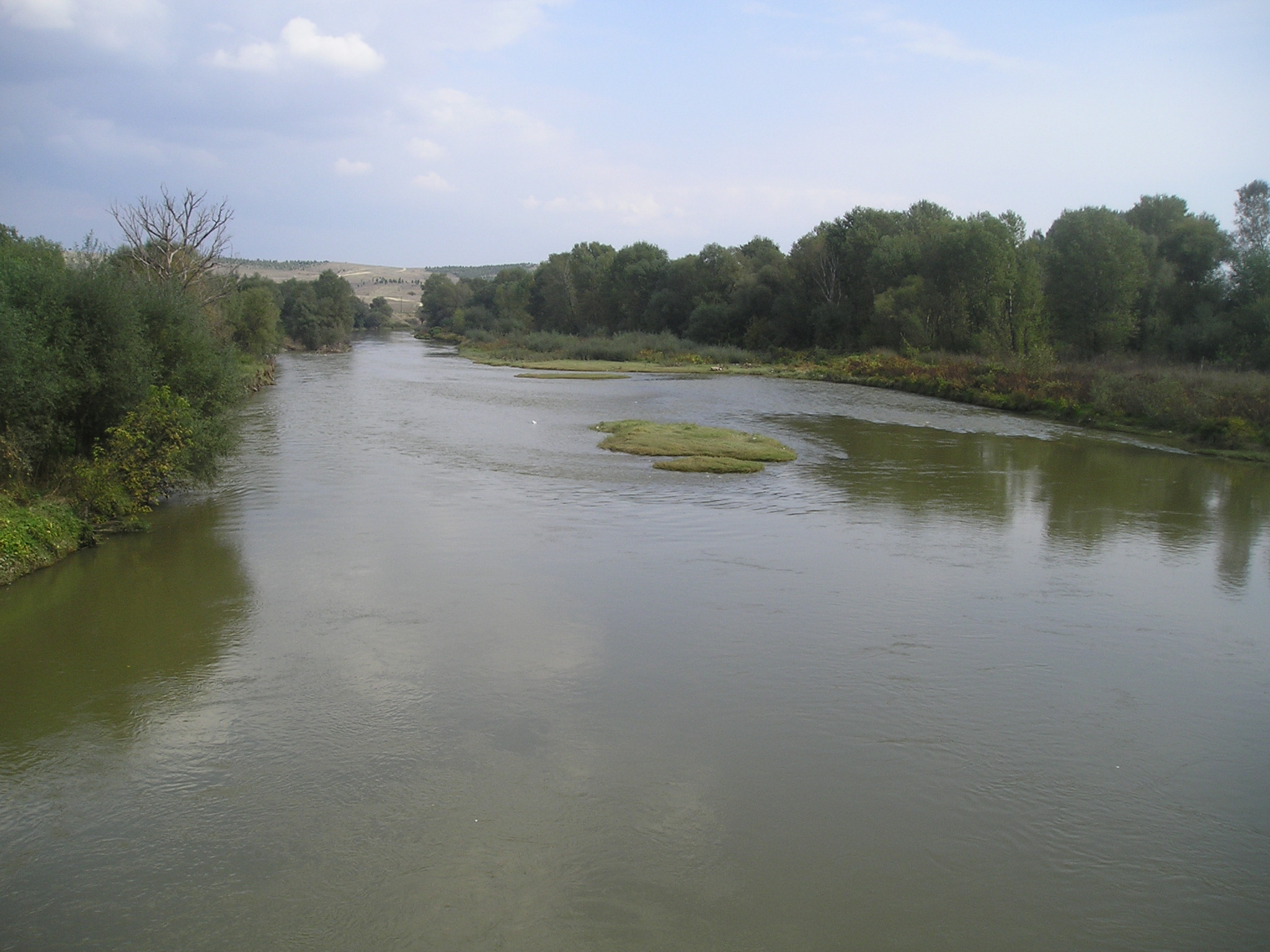
Річка поряд з селом в Македонії
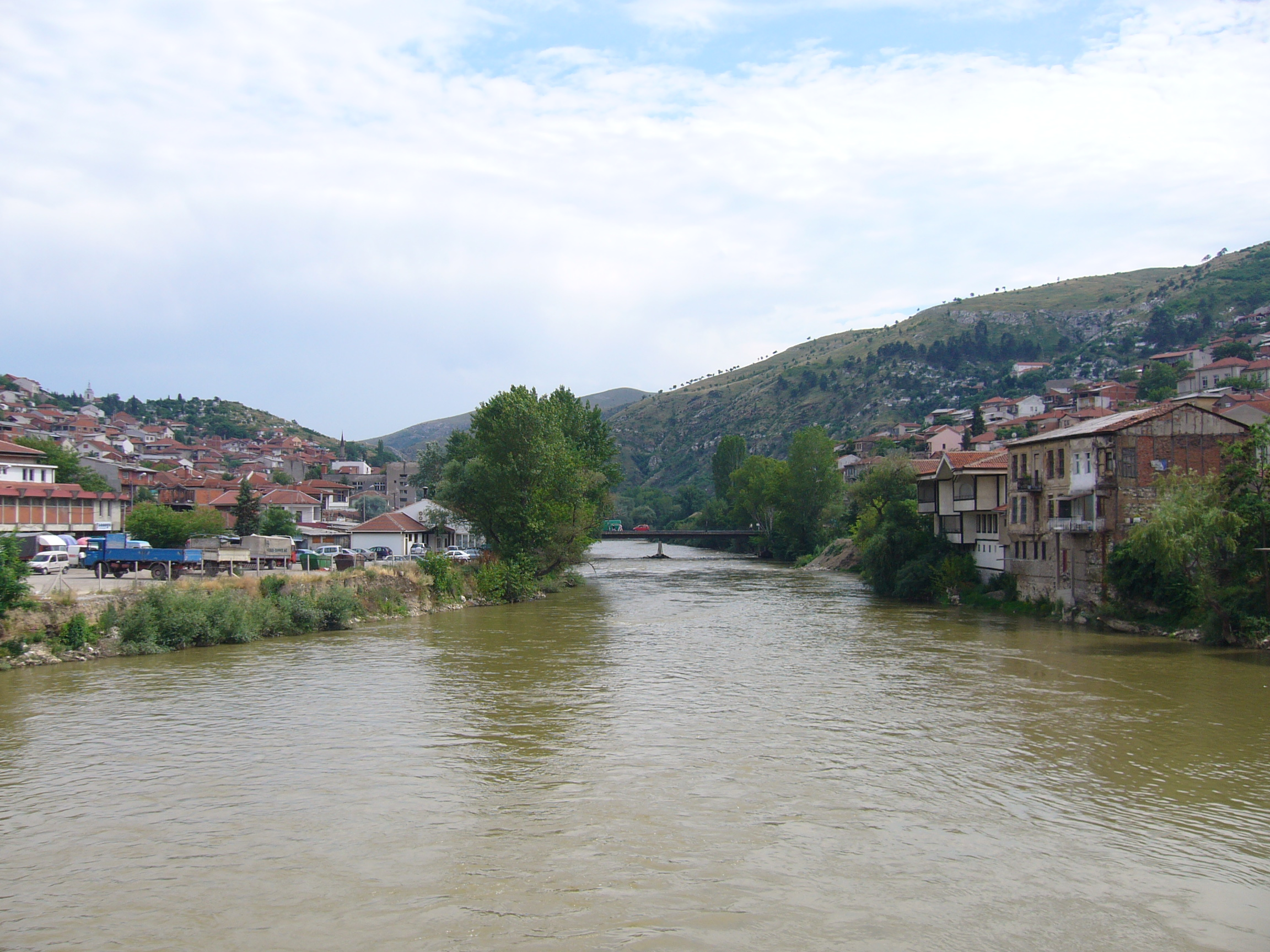
Річка поблизу Велеса
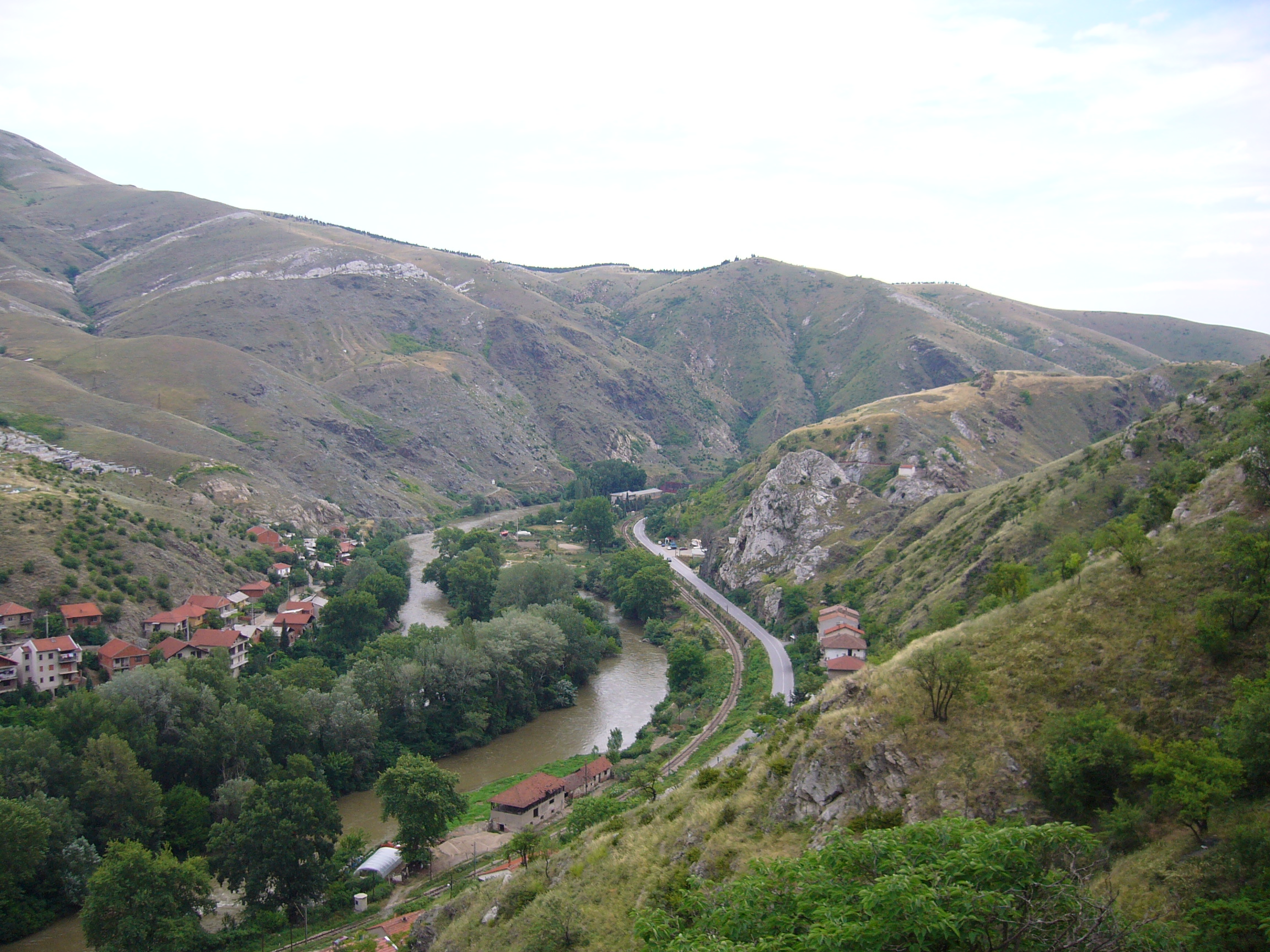
Річка в Македонії
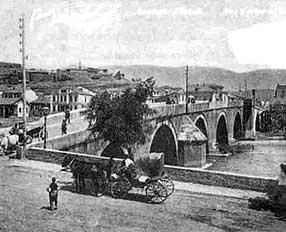
Міст через річку в Скоп'є, 1909 рік